# Zegerscappel
Zegerscappel település Franciaországban, Nord megyében. Lakosainak száma 1549 fő (2022. január 1.). Zegerscappel Arnèke, Bollezeele, Crochte, Eringhem, Esquelbecq, Ledringhem és Pitgam községekkel határos.

## Népesség
A település népessége az elmúlt években az alábbi módon változott:
| Lakosok száma | 1523 | 1543 | 1575 | 1529 | 1533 | 1536 | 1540 | 1536 | 1549 |
|               | 2013 | 2015 | 2016 | 2017 | 2018 | 2019 | 2020 | 2021 | 2022 |